# Permoník Choir Karviná
Permoník Choir Karviná je sborové studio z Karviné s šedesátiletou tradicí. Zpívá v něm zhruba 250 zpěváků ve věku od 4 do 65 let.

## Historie a činnost
Sbor byl založen v roce 1966 na ZŠ Víta Nejedlého v Karviné jako školní sbor. Od roku 1971 se stal součástí Závodního klubu Dolu ČSA a mohly ho navštěvovat děti z celého města. Od roku 1978 je součástí Základní umělecké školy Bedřicha Smetany a Střediska volného času Juventus. Sborové studio vybudovali a stovky absolventů vychovali manželé Eva a Ivan Šeinerovi.
Eva Šeinerová (* 1942 ve Zlíně) vysokoškolská studia absolvovala v Brně, kde byla mimo jiné i studentkou Františka Lýska. Po studiích odešla učit do Karviné, kde v roce 1966 založila dětský pěvecký sbor při Základní škole Víta Nejedlého. Ten se později sloučil s pěveckým sborem Základní školy U Studny. Tento spojený dětský sbor dostal název Permoník po patronu horníků a od roku 1977 působil sbor pod karvinskou Lidovou školou umění. Eva Šeinerová dlouhá léta působila také jako ředitelka Základní umělecké školy Bedřicha Smetany v Karviné. Byla spoluzakladatelkou soutěže komorních ansámblů Stonavská Barborka. Pravidelně je zvána do porot sborových soutěží a je držitelkou Ceny Františka Lýska i Ceny Bedřicha Smetany. V roce 2016 jí bylo uděleno čestné občanství statutárního města Karviné za přínos v oblasti kultury. V roce 2022 o ní a historii sboru Česká televize natočila dokumentární film Z Karviné do Carnegie Hall. Zaznamenaná tam je také cesta za vítězstvím na festivalu v New Yorku.
Eva Šeinerová po padesáti letech působení v pozici hlavního sbormistra a uměleckého vedoucího předala svůj post Martině Juríkové, která je současnou sbormistryní Koncertního sboru a Mládežnického sboru a byla jeho dlouholetou hlasovou poradkyní. S přípravnými odděleními spolupracovaly sbormistryně např. Radka Veselá, Karina Grimová, Stanislava Zimková-Burešová, Daniela Střílková, Petra Rašíková, Dominika Škrabalová, Zuzana Nerovská a další.

## Oddělení
Eva Šeinerová z Permoníku vybudovala sborové studio se systémem přípravných oddělení. V sezóně 2024/25 má sborové studio 9 oddělení:
| Oddělení                     | Sbormistr                        | Věk zpěváků |
| ---------------------------- | -------------------------------- | ----------- |
| Perníček                     | Radka Veselá                     | 4 - 5 let   |
| Permoníček mladší            | Ondřej Kočí                      | 6 - 7 let   |
| Permoníček starší            | Zuzana Nerovská                  | 8 - 10 let  |
| Chlapecký sbor Permoník      | Ondřej Kočí                      | 8 - 22 let  |
| Přípravný sbor Permoník      | Karina Grimová                   | 9 - 13 let  |
| Mužský komorní sbor Permoník | Karina Grimová                   | 12 - 26 let |
| Koncertní sbor Permoník      | Martina Juríková, Karina Grimová | 11 - 23 let |
| Mládežnický sbor Permoník    | Martina Juríková, Karina Grimová | 11 - 26 let |
| Sbor přátel zpěvu Permoník   | Johana Juríková                  | 20 - 65 let |

Z rodičů, bývalých členů a přátel sboru vznikl spontánně v roce 2002 smíšený sbor s názvem Sbor přátel zpěvu. Spojení Koncertního sboru a Mužského komorního sboru dostalo v roce 2024 název Mládežnický sbor. Součástí Permoníku je také Smíšené vokální sexteto Voxis a Karvinské vokální kvarteto Quadricinium. Každoročně dohromady studio čítá zhruba 250 aktivních zpěváků ve věku od 4 do 65 let.

## Účast na koncertech a festivalech
Sbor se zúčastnil tuzemských i zahraničních festivalů a soutěží (Janáčkův Máj, Janáčkovy Hukvaldy, Pražské jaro, Svátky písní Olomouc, Smetanova Litomyšl, Svatováclavský hudební festival, Shizuoka Youth Festival, Busan Choral Festival and Competition, World Project – Sydney, New York). 
Vystupuje také v největších českých arénách. O Vánocích v roce 2023 vystoupil Mládežnický sbor v pražské O2 areně na koncertě s názvem Vánoce v O2 areně společně s Richardem Krajčem, Pokáčem, Evou Burešovou a dalšími.  O rok později vystoupil v O2 areně znovu, tentokrát na vánočním koncertě Marie Rottrové, kde zazpíval Vánoční mši Vladimíra Rottera. Tento koncert Marie Rottrové se s Mládežnickým sborem odehrál také v Ostravar areně.
Sbor vystupuje každoročně na desítkách koncertů nejen v České republice, ale také zpívá nebo soutěží v zahraničí, např. v Polsku, na Slovensku, v Rusku, Rakousku, Německu, Anglii, Švédsku, Řecku, Španělsku, 4× v USA, 5× v Japonsku, v Hongkongu, Číně, Jižní Koreji, Austrálii, Gruzii, Norsku, Dánsku nebo Francii.

## Další
Sbory účinkovaly na několika koncertech a natočily i CD s Janáčkovou filharmonií Ostrava, Českou filharmonií, Komorním orchestrem Janáčkovy filharmonie, Kubínovým kvartetem, městským DO Májovák, s cimbálovou muzikou Technik VŠB apod. Repertoár sboru zahrnuje písně od období renesance až po současnost. Interpretují skladby současných českých skladatelů Milana Báchorka, Eduarda Dřízgy, Vladimíra Studničky, Ilji Hurníka, Ivany Loudové, Jana Vičara, Jana Jiráska, Jiřího Laburdy, Petra Ebena, ale i zahraničních skladatelů Igora V. Katajeva, Ofera Bena-Amotse, Masaru Kawasakiho.